# 東風風行・CM7
CM7は、東風柳州汽車が東風風行サブブランドで製造するMPVである。

## 概要
CM7は2013年の上海モーターショーでデビューし、同年後半に市場投入されました。4G63型2.0ℓ直列4気筒ターボ及び4G69型2.4ℓ直列4気筒エンジンを搭載し、5速MTと組み合わされている。
ボディデザインは第2世代ヒュンダイ・スターレックスから、フロントデザインは第2世代トヨタ・アルファードから着想を得ている。

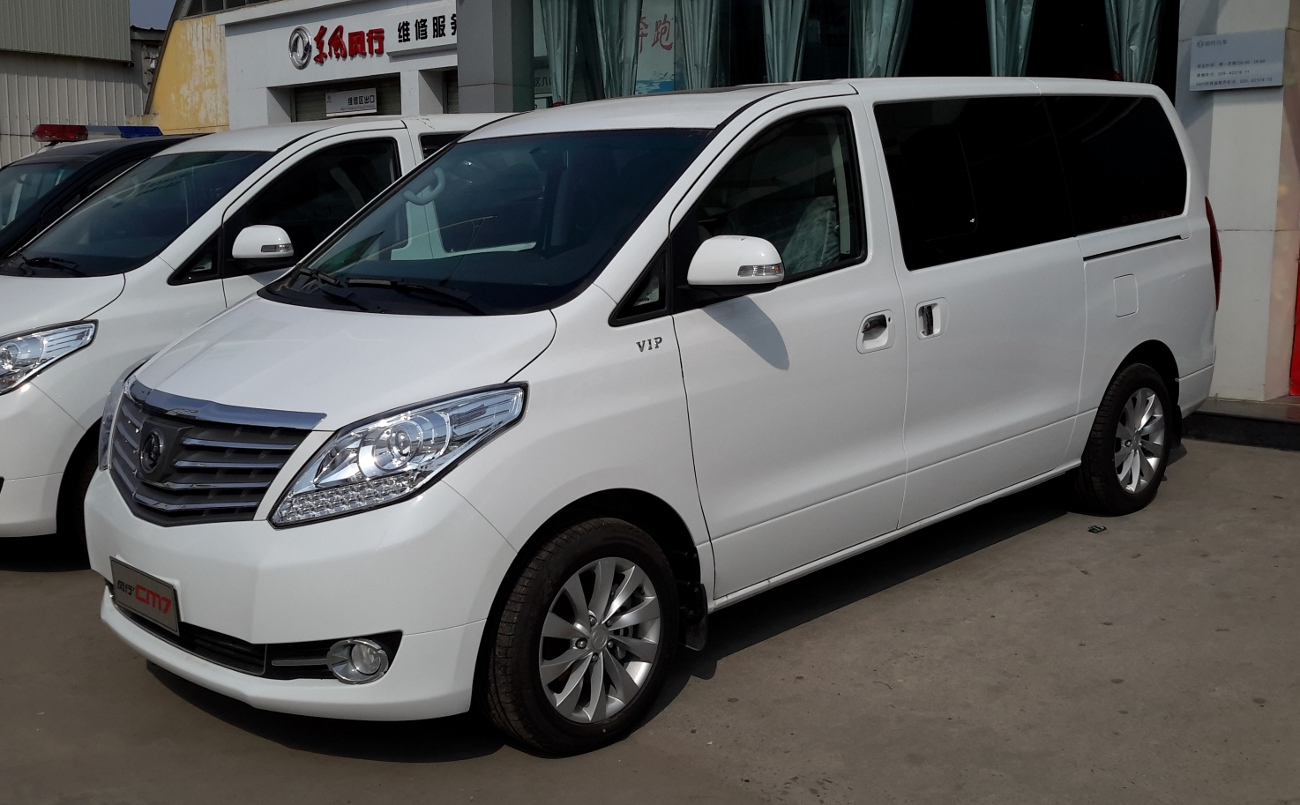
CM7 フロント
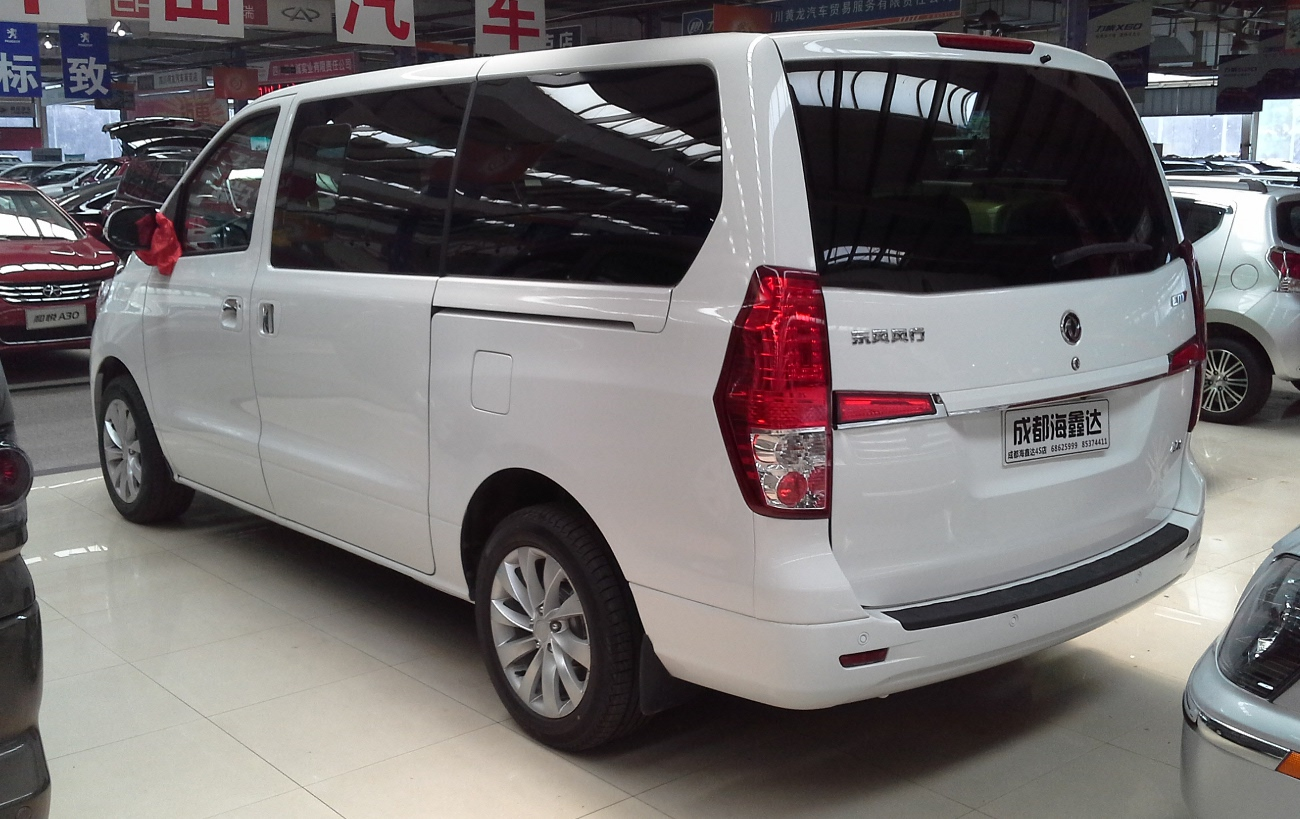
CM7 リア

### M7
M7は、ピニンファリーナがデザインを手掛けており、フロントとリアのデザインを一新させ、2020年にCM7のフェイスリフトモデルとして発売されました。搭載されるエンジンは、自社製の1.8ℓターボ及び4G63ターボ。2022年モデルよりHYCET製の2.0ℓエンジンに変更され、8速ATが搭載されている。

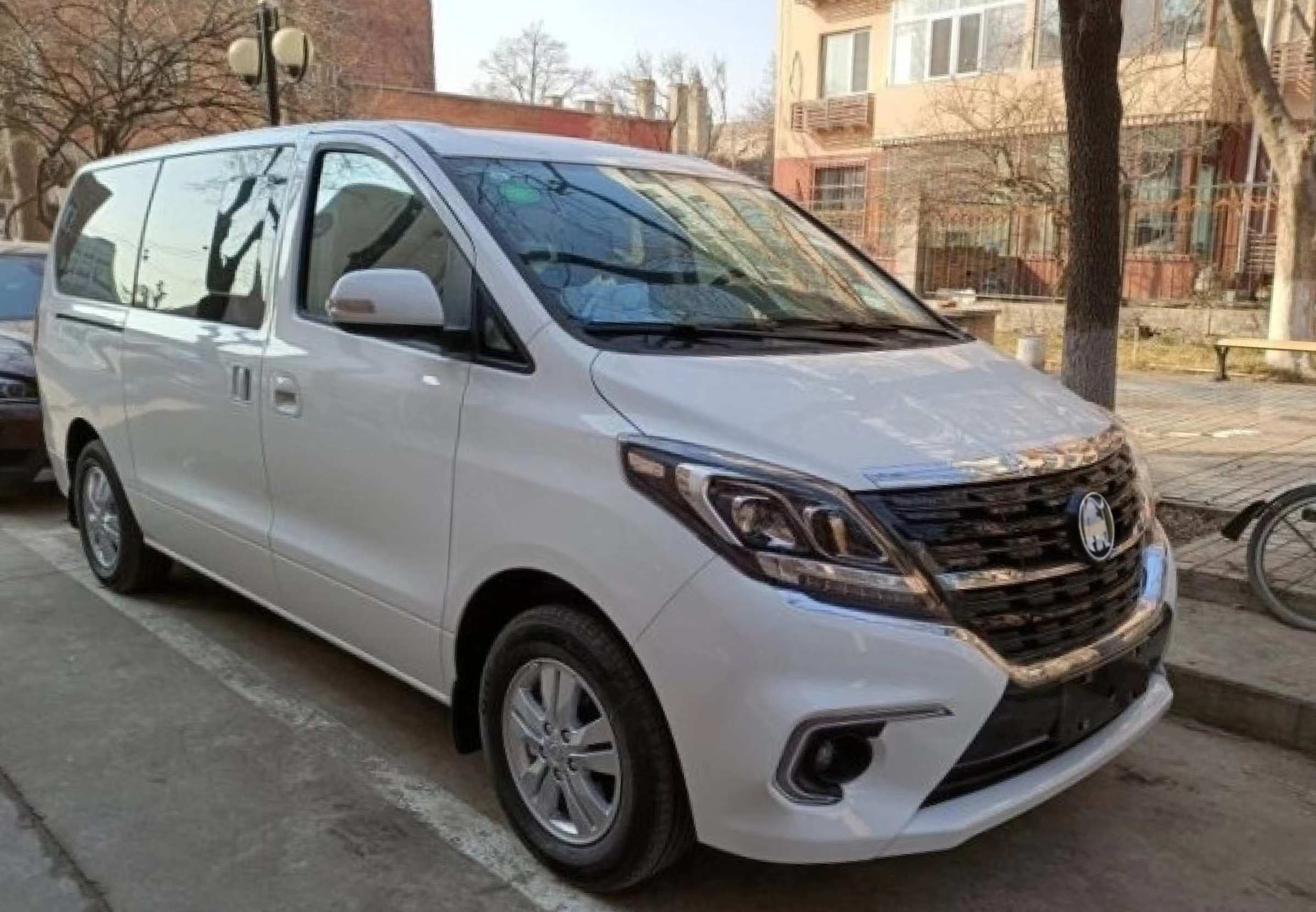
M7 フロント
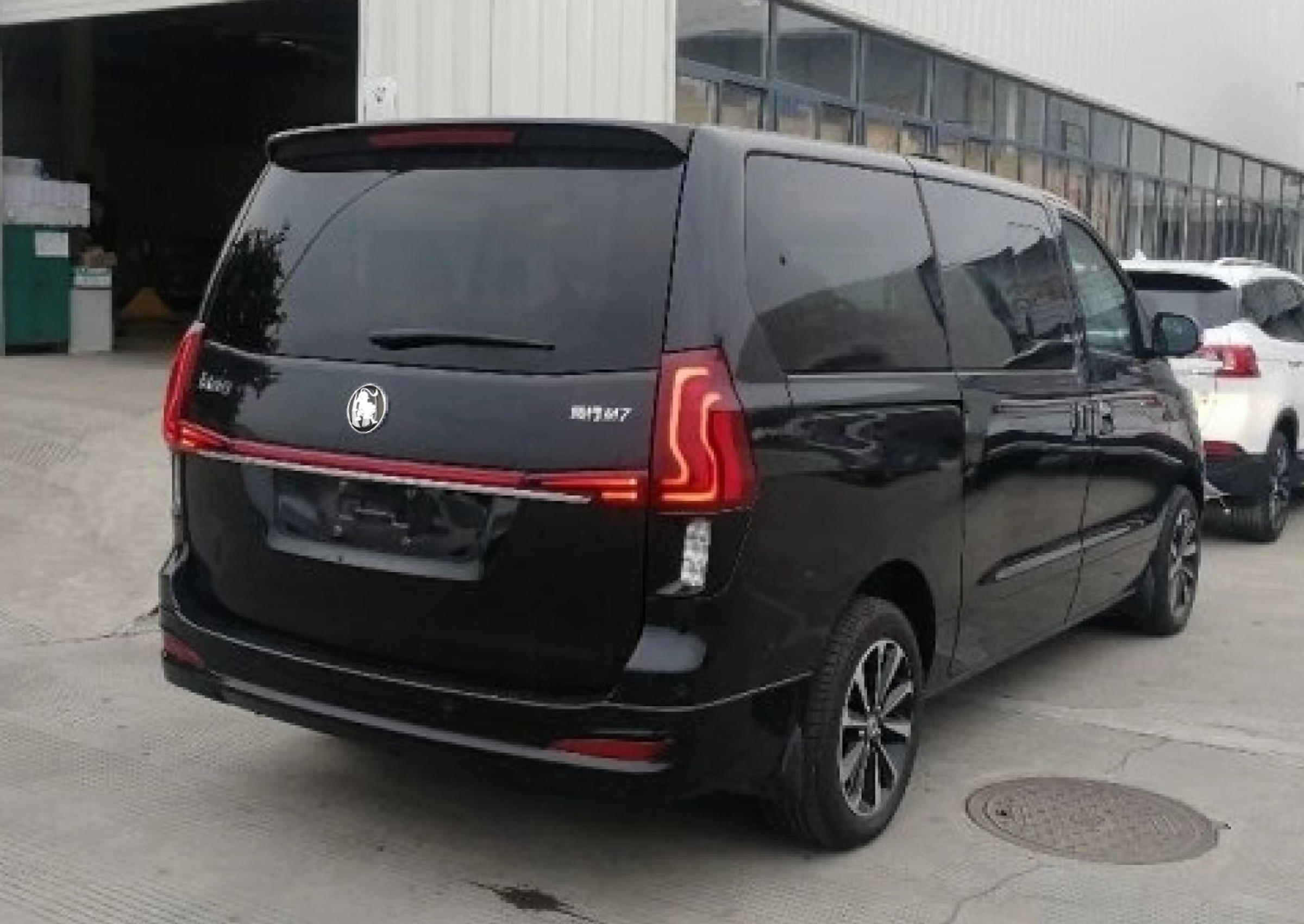
M7 リア

### 菱智 プラス
2020年、CM7をベースにした派生モデル東風風行・菱智 プラスが発売された。菱智という名称だが、実質的には7人乗りのCM7のリバッジモデルであり、菱智とは一切関係がない。搭載されるエンジンは、自社製の2.0ℓエンジンで6速MTと組み合わされている。2023年のマイナーチェンジでフロントデザインを4回目フェイスチェンジされた菱智と同じものを使用しており、エンジンは4C15TDR型の1.5ℓターボエンジンを選択できるようになった。

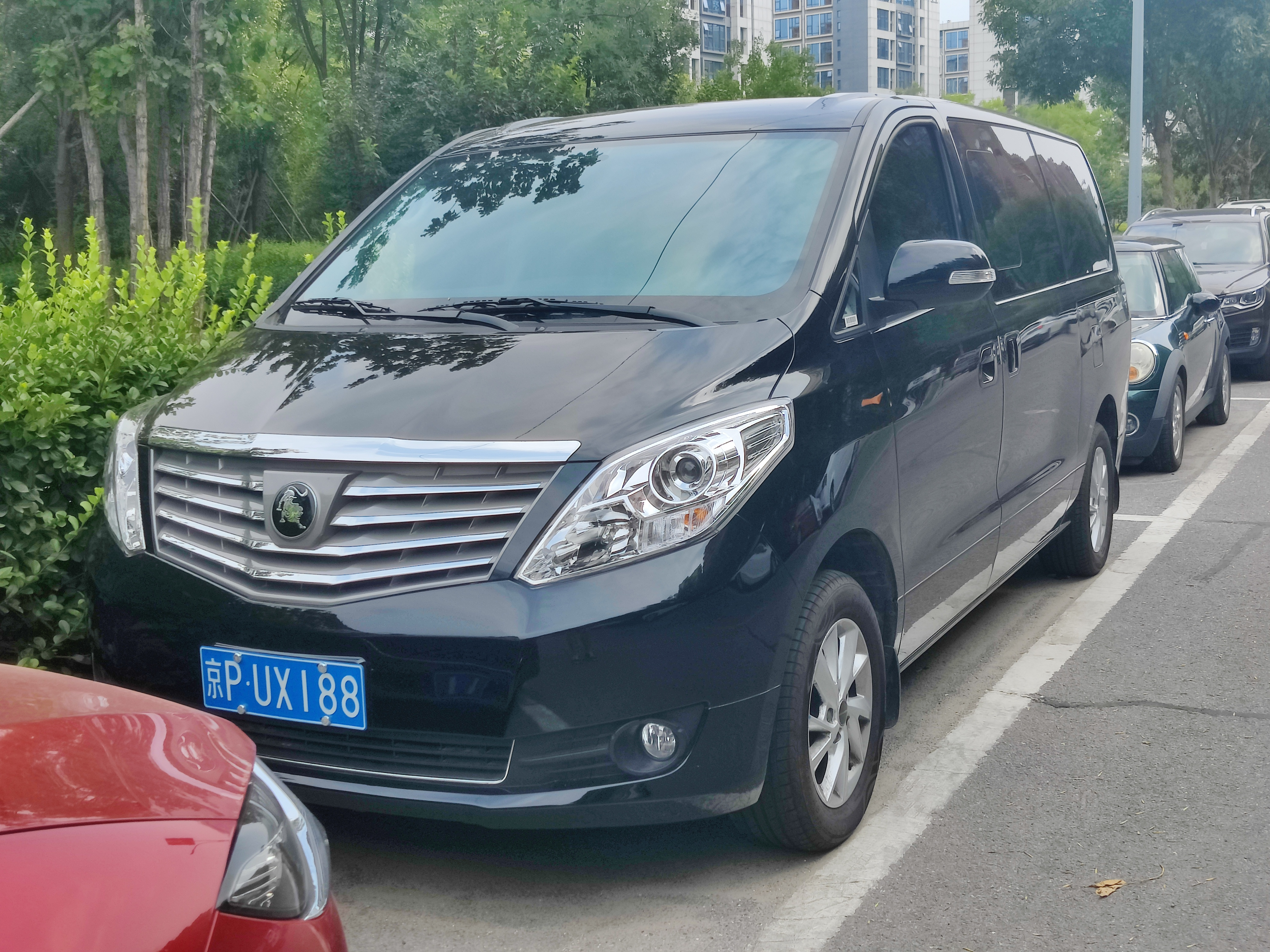
菱智 プラス フロント
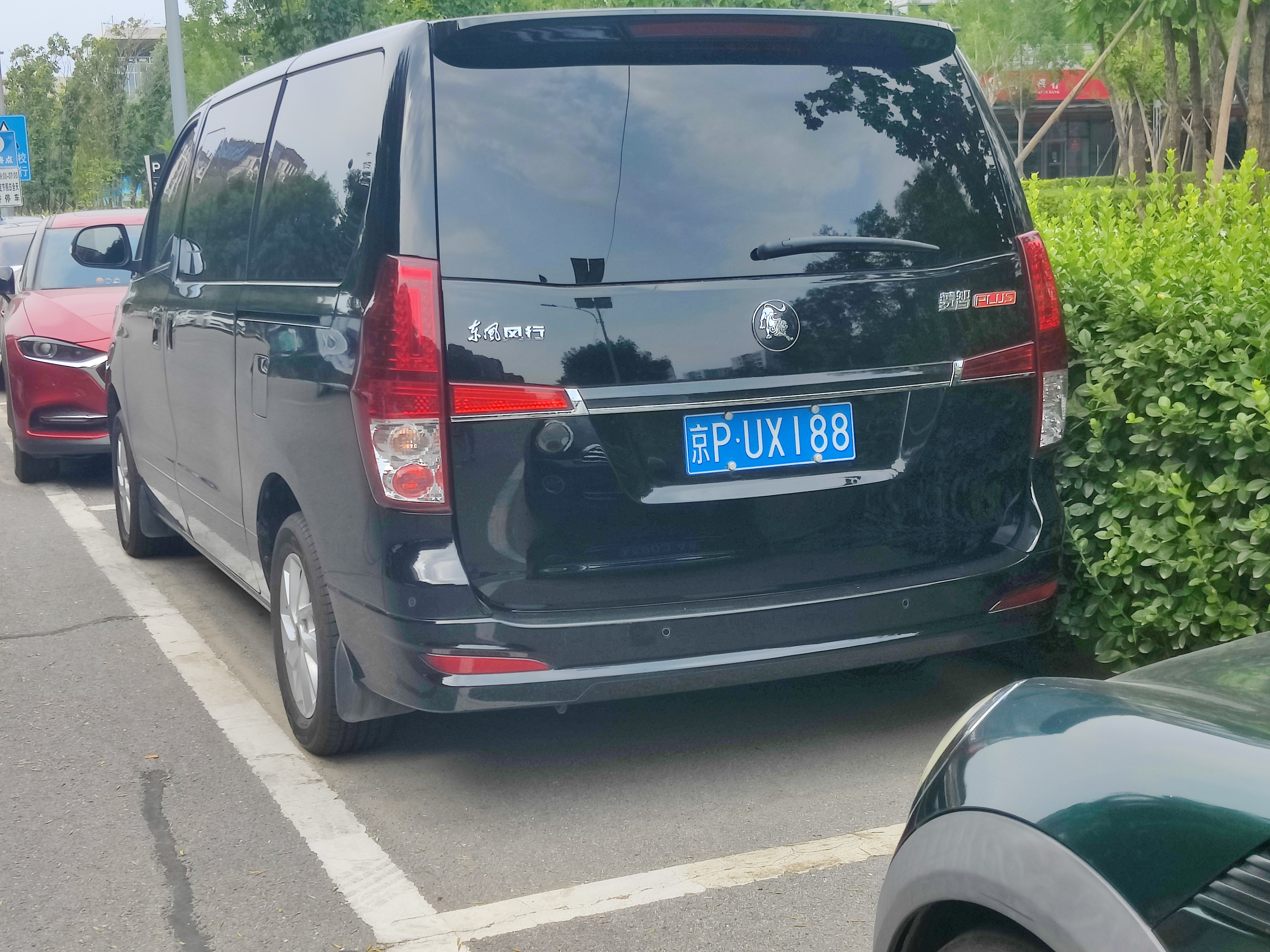
菱智 プラス リア

### F600
より安価なグレードとして、フロントとリアのデザインを刷新したF600が2021年まで販売されていました。

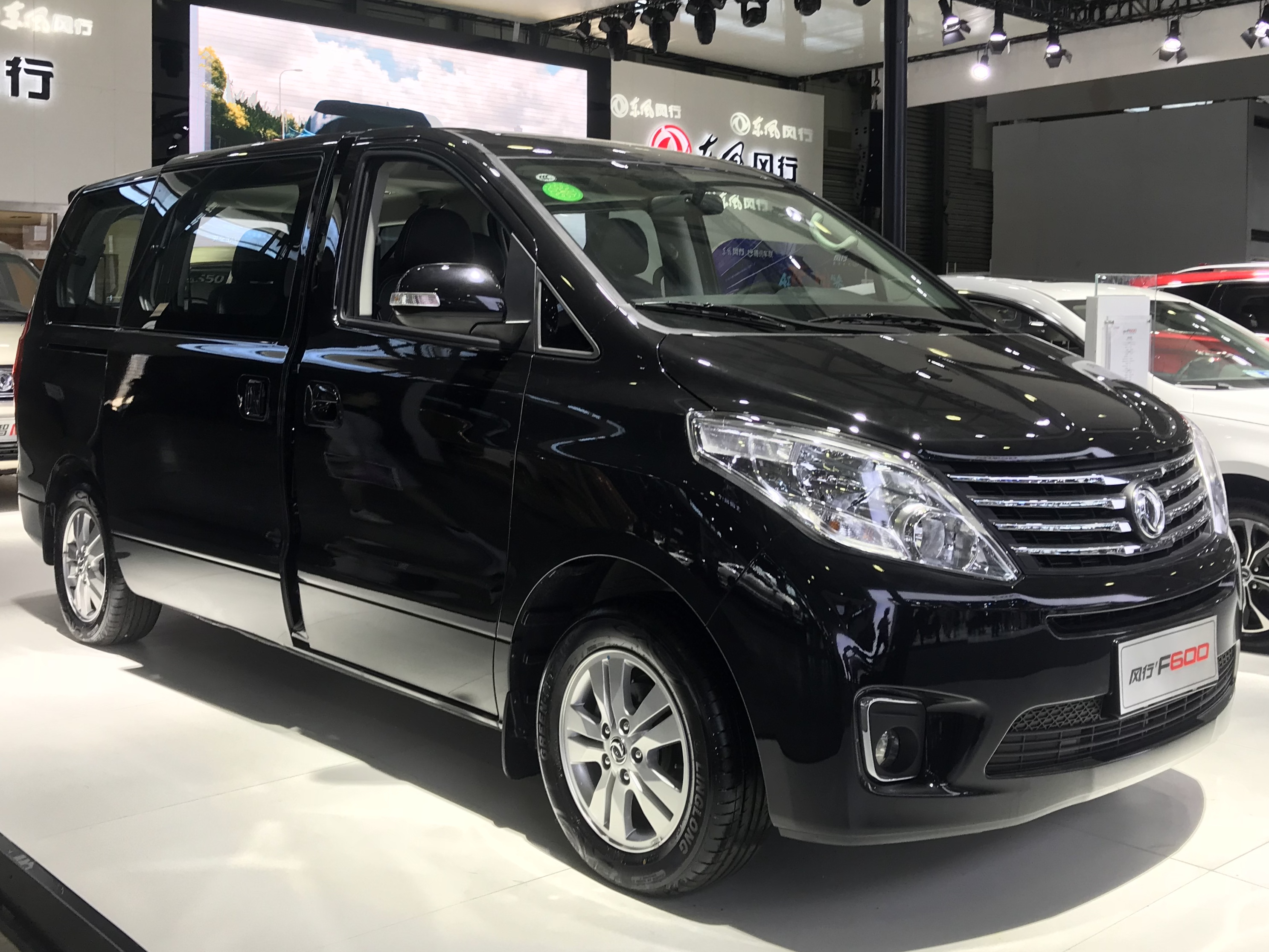
F600 フロント
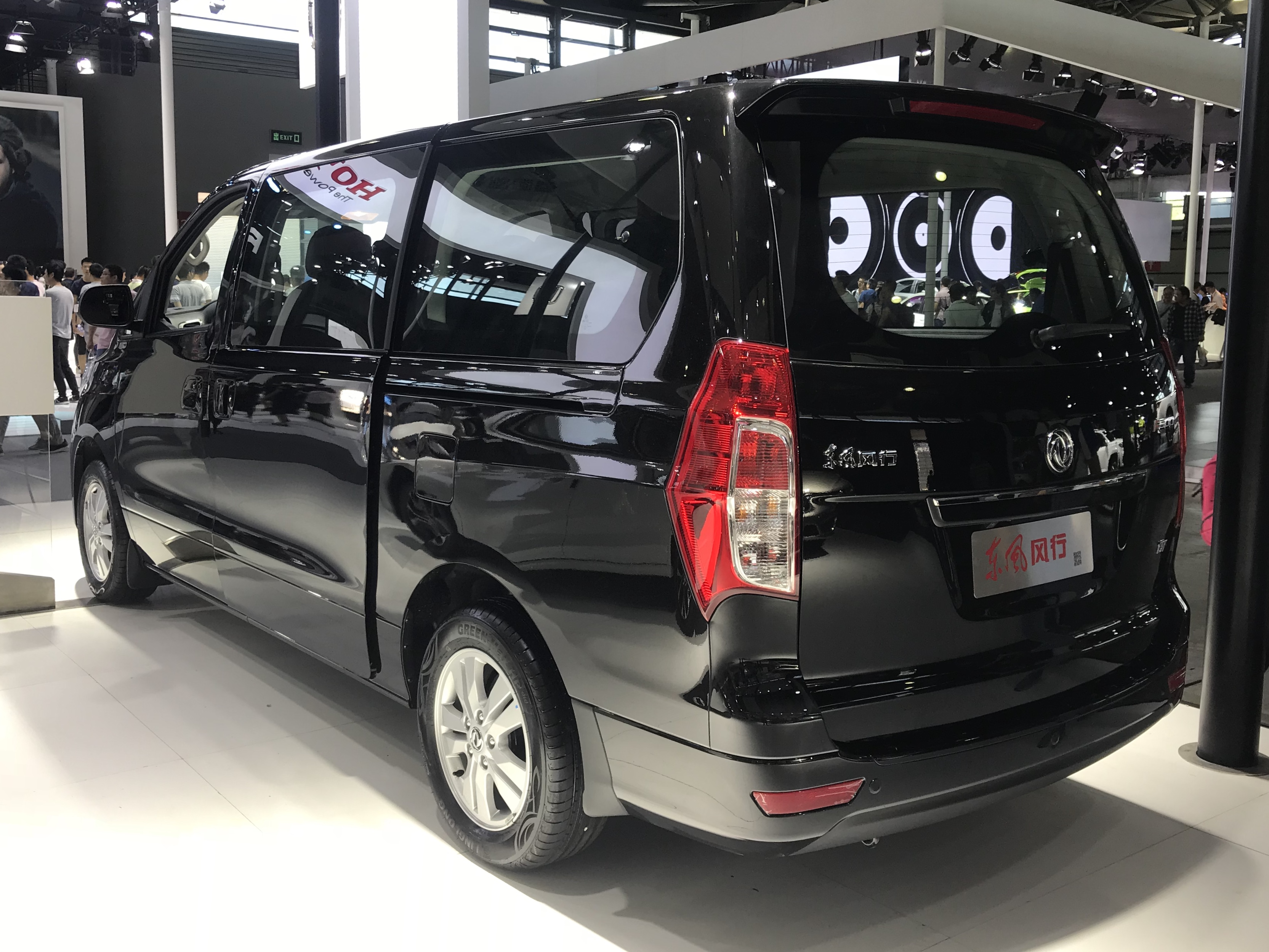
F600 リア